# Conacul Klobosiski din Gurasada

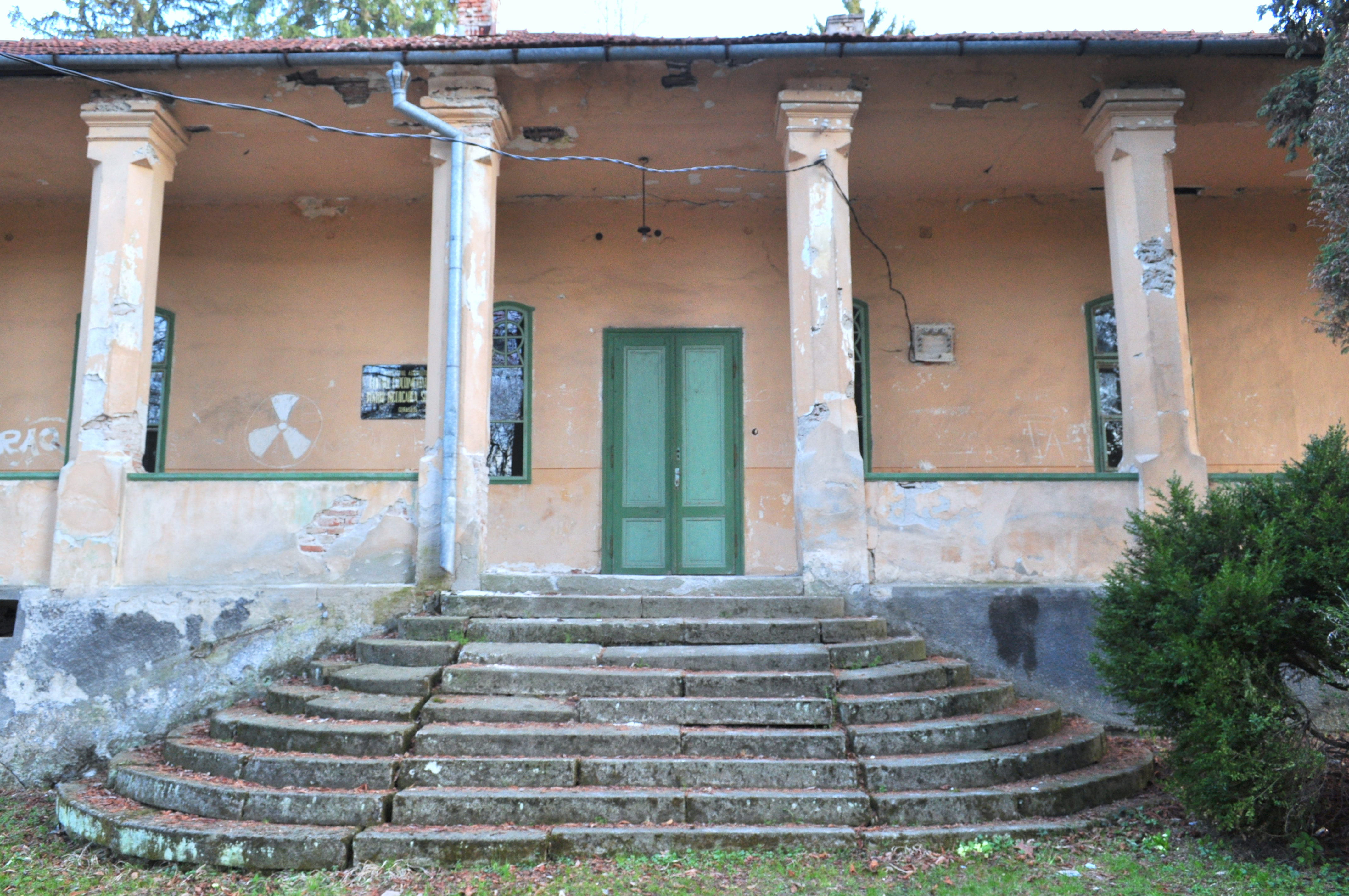
Conacul Klobosiski din Gurasada (foto: aprilie 2012)

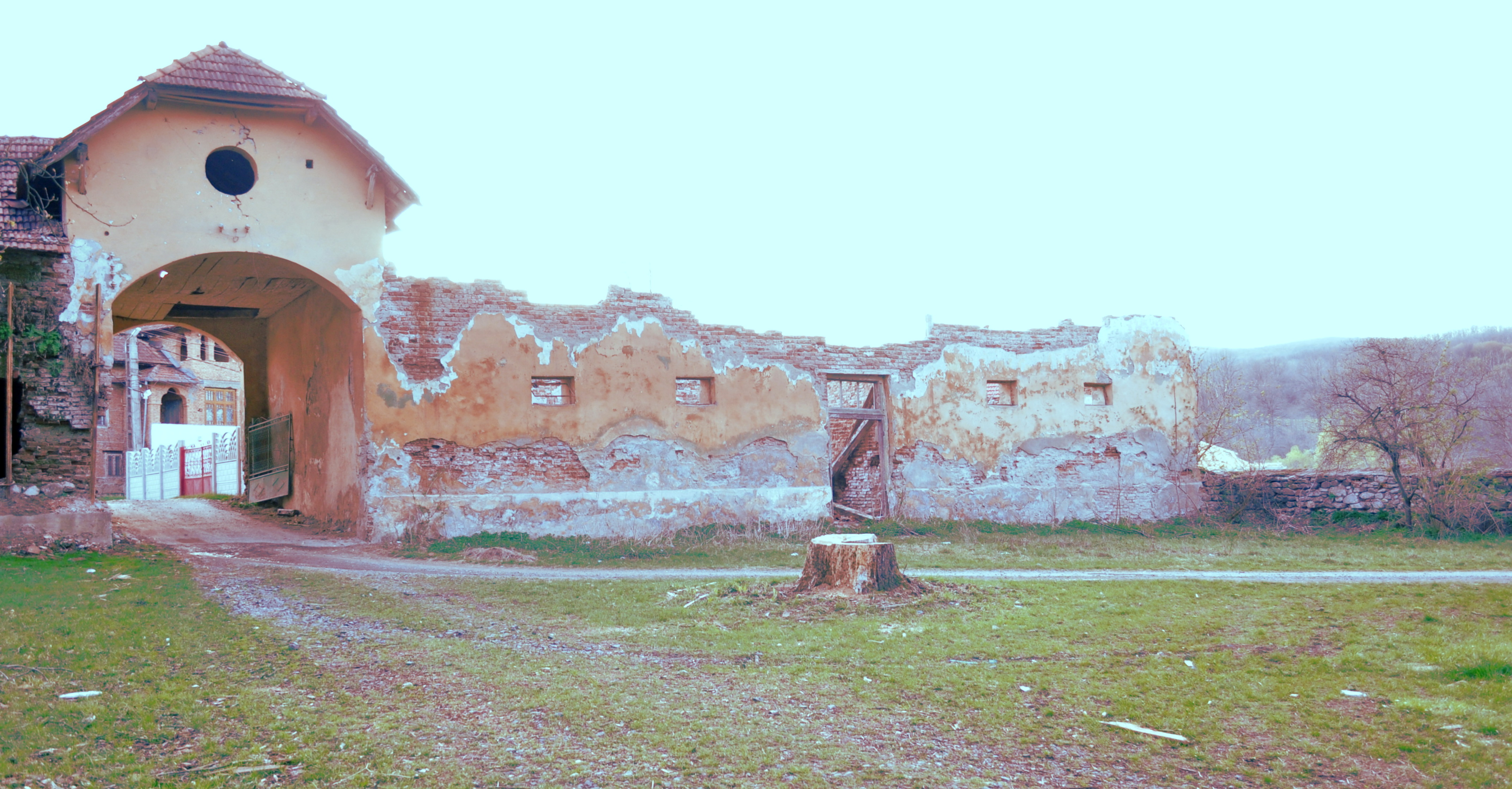
Poarta și zidul de incintă

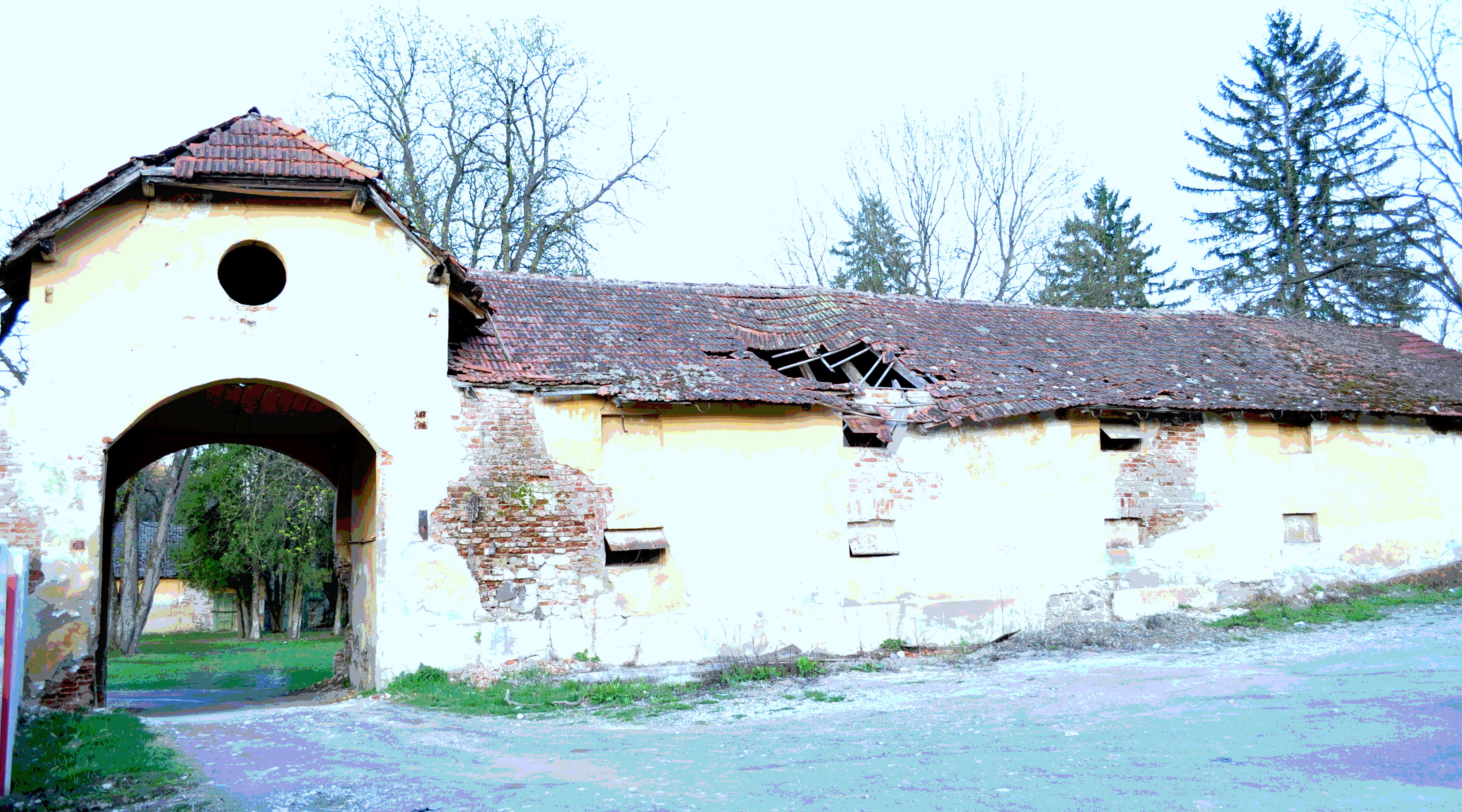
Poarta și zidul de incintă

Conacul Klobosiski  este situat în satul Gurasada, din comuna cu același nume, județul Hunedoara. Ansamblul  conacului Klobosiski datează din secolul XVIII, în ultima perioadă în el funcționând un centru de cercetare agricolă. Figurează pe noua listă a monumentelor istorice sub codul LMI:  HD-II-a-B-03324.

## Istoric și trăsături
Conacul a fost ridicat în secolul al XVIII-lea de către familia nobiliară Klobosisky. Tot atunci a început și amenajarea micului arboretum care se întinde acum pe 2,5 hectare. Parcul, lăsat în paragină, cuprinde specii rare, greu de aclimatizat pe meleagurile noastre: bambus, tuia, arborele-lalea.
Ultimul proprietar privat al conacului a fost Benedect Lajos, care se pare că și-a dezmoștenit ambii copii, un băiat și o fată. În timpul războiului, cea mai mare parte a membrilor familiei nobiliare ar fi părăsit România și s-ar fi stabilit în Ungaria.
Conacul a fost transformat de comuniști în IAS, apoi în centru de cercetare agricolă, care a funcționat până în urmă cu 2-3 ani. La intrarea în conac se lmai păstrează încă placa pe care scrie „Ministerul Agriculturii – Centrul Experimental de Stat pentru Încercarea Soiurilor."
Potrivit primarului comunei Gurasada, Silviu Nan, conacul nu a fost revendicat de nimeni după Revoluție.

## Imagini

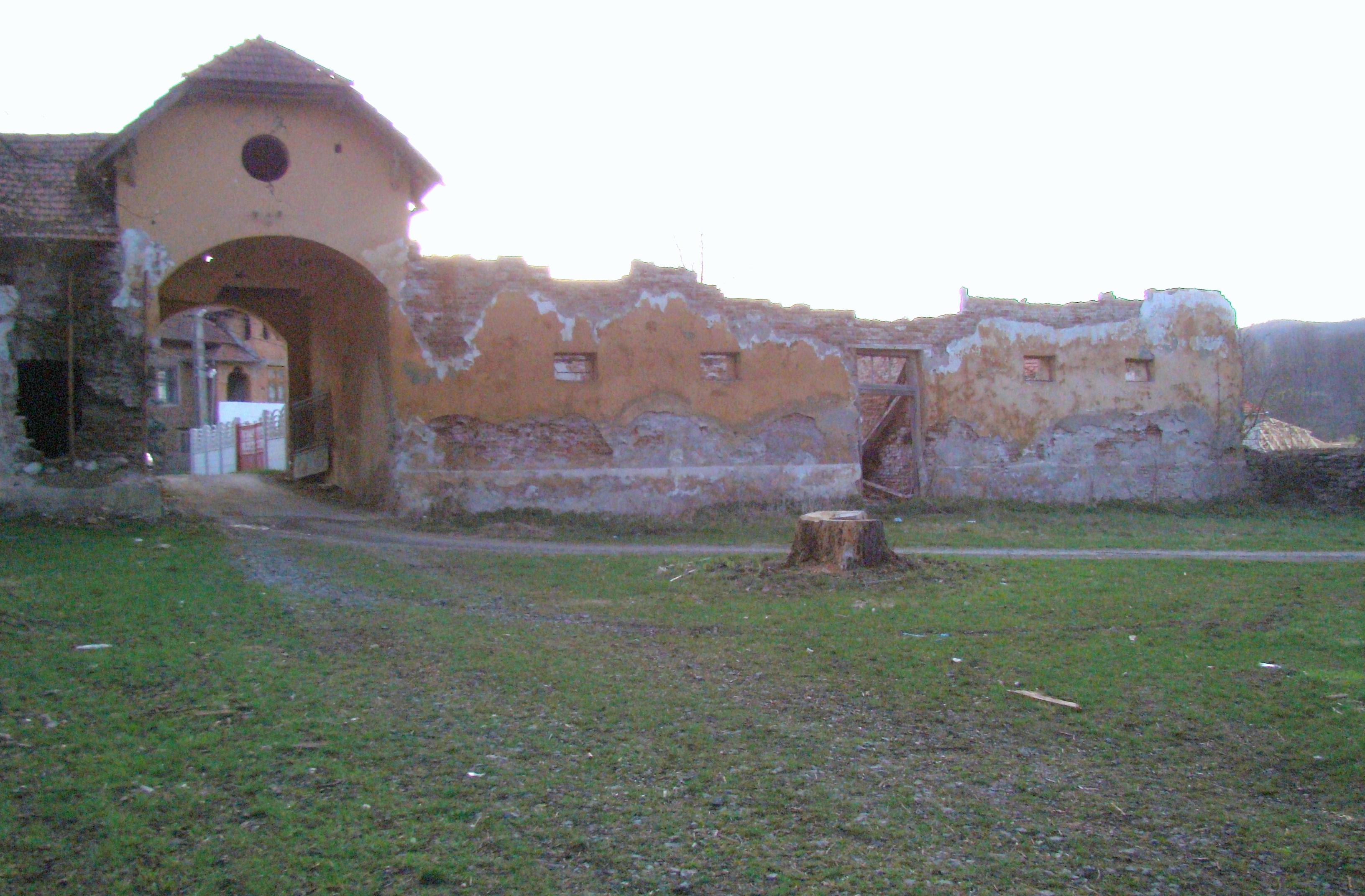
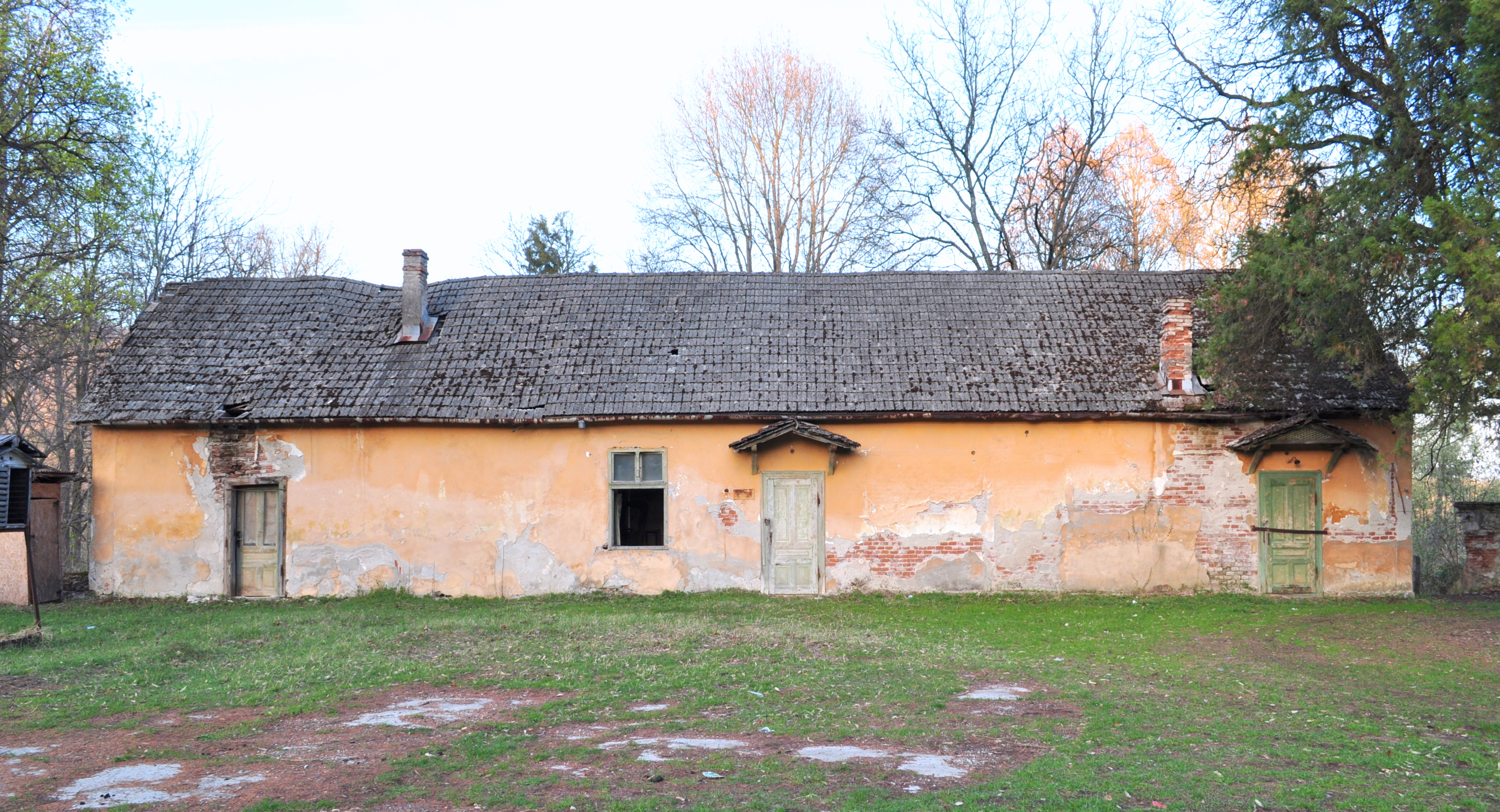
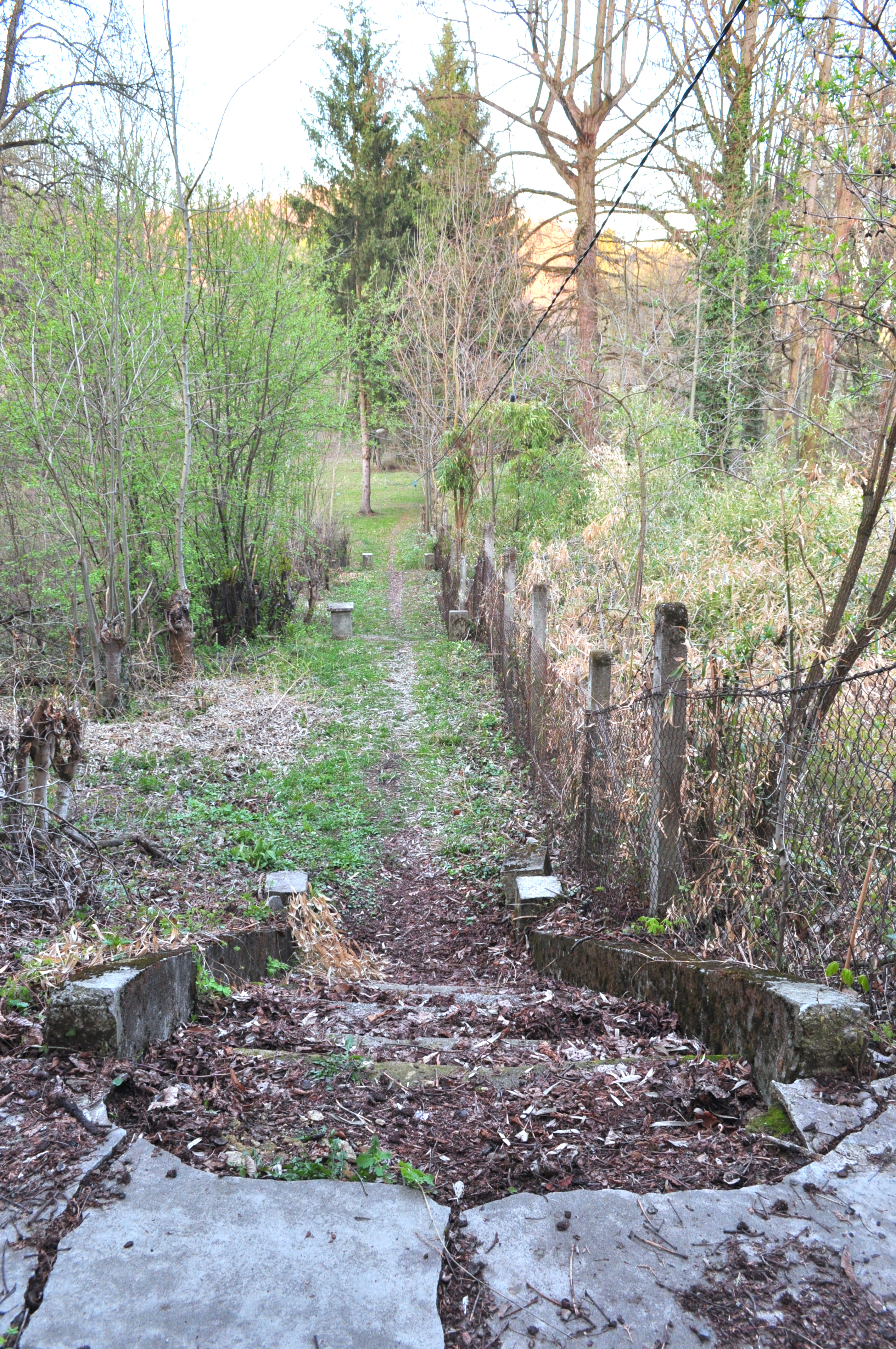
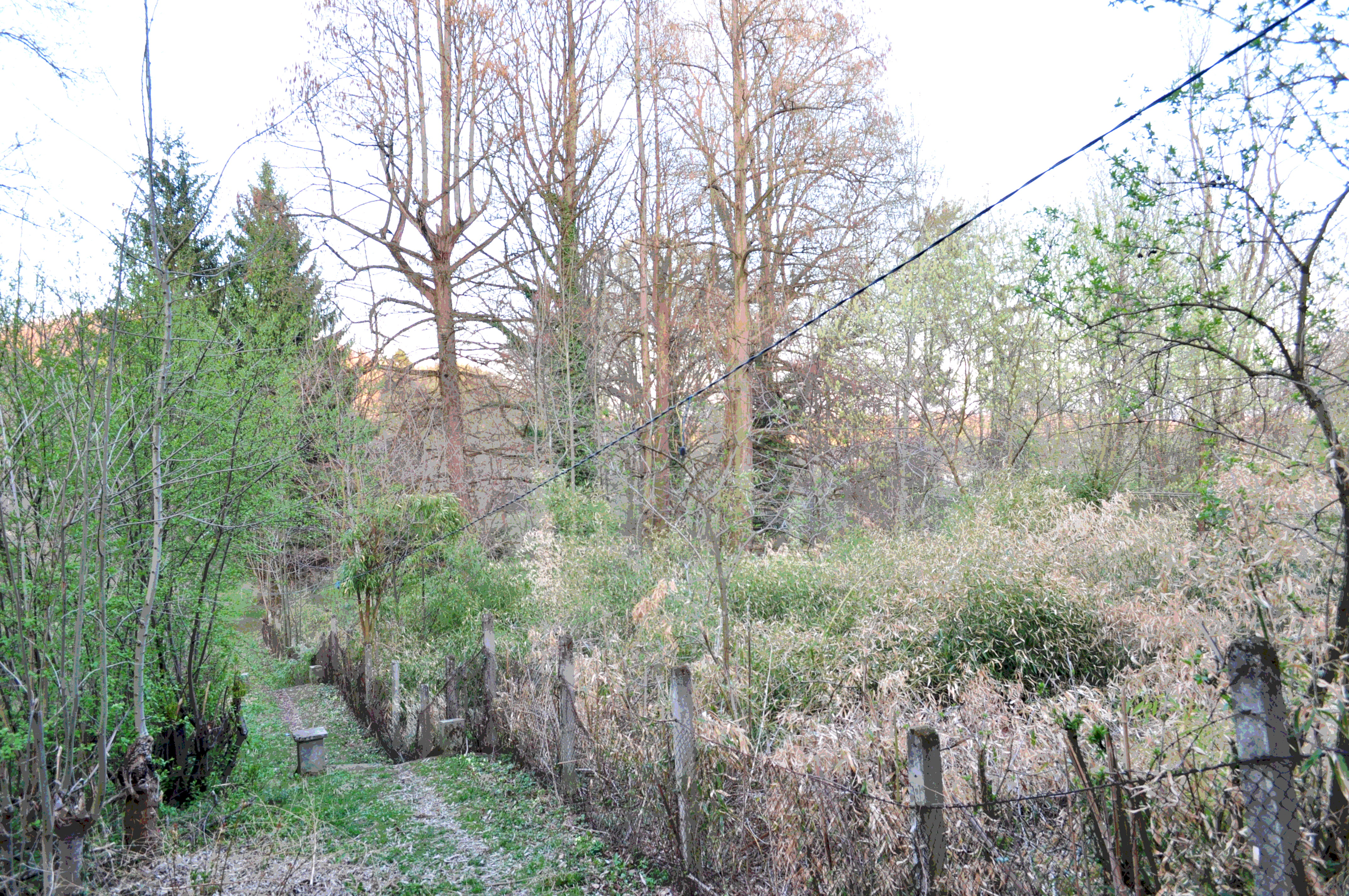
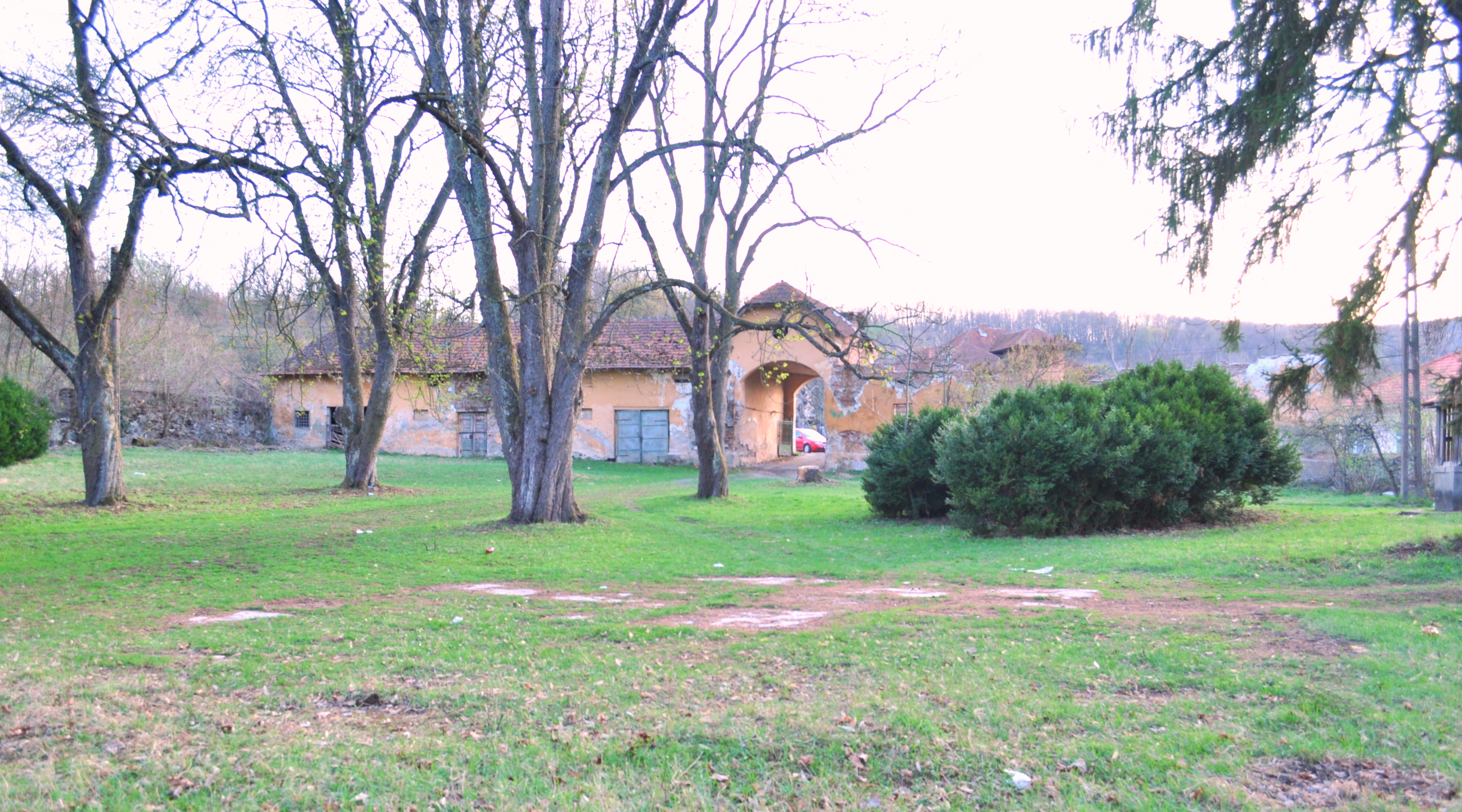

1. ↑  Monuments database, 7 noiembrie 2017